# Marsdenia archboldiana
Marsdenia archboldiana är en oleanderväxtart som beskrevs av P.I. Forster. Marsdenia archboldiana ingår i släktet Marsdenia och familjen oleanderväxter. Inga underarter finns listade i Catalogue of Life.